# داميون لي
داميون لي (21 أكتوبر 1992 ببالتيمور في الولايات المتحدة - ) (بالإنجليزية: Damion Lee)‏ هو لاعب كرة سلة أمريكي في مركز مدافع مسدد الهدف. لعب مع Louisville Cardinals ‏.

## وصلات خارجية
- داميون لي على موقع إن بي أي (الإنجليزية)
- داميون لي على موقع سبورتس رفرنس (الإنجليزية)
- داميون لي على موقع كرة السلة الأوروبية.كوم (الإنجليزية)
- داميون لي على موقع DraftExpress.com (الإنجليزية)
- داميون لي على موقع إي إس بي إن.كوم (الإنجليزية)
- داميون لي على موقع كلية كرة السلة في سبورتس رفرنس.كوم (الإنجليزية)
- داميون لي على موقع ريلجم (الإنجليزية)
- داميون لي على موقع بروبوليرز (الإنجليزية)
- داميون لي على موقع سبورتس رفرنس (الإنجليزية)